# Kabinett Moro II
Das Kabinett Moro II wurde am 22. Juli 1964 durch Ministerpräsident Aldo Moro gebildet und befand sich bis zum 22. Februar 1966 im Amt. Es löste das erste Kabinett Moro ab und wurde durch das dritte Kabinett Moro abgelöst.

## Kabinett

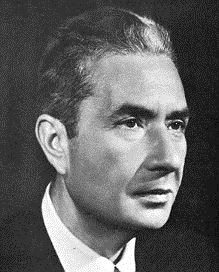
Aldo Moro

Dem Kabinett gehörten folgende Minister an:
| Amt | Name                                                  | Parlamentsmandat        | Anmerkungen |
| --- | ----------------------------------------------------- | ----------------------- | --- |
| Ministerpräsident | Aldo Moro                                             | Camera dei deputati     | zugleich Außenminister vom 29. Dezember 1964 bis 4. März 1965 sowie 30. Dezember 1965 bis 22. Februar 1966 |
| Vizeministerpräsident                                                                                                | Pietro Nenni                                          | Camera dei deputati     | |
| Minister beim Ministerpräsidenten                                                                                    | Attilio Piccioni                                      | Senato della Repubblica | |
| Minister ohne Geschäftsbereich für die Reform der öffentlichen Verwaltung                                            | Luigi Preti                                           | Camera dei deputati     | |
| Minister ohne Geschäftsbereich für die Beziehungen zum Parlament                                                     | Giovanni Battista Scaglia                             | Camera dei deputati     | |
| Minister ohne Geschäftsbereich für Süditalien                                                                        | Giulio Pastore                                        | Camera dei deputati     | |
| Minister ohne Geschäftsbereich für die Koordinierung der Initiativen für wissenschaftliche Forschung und Technologie | Carlo Arnaudi                                         | Senato della Repubblica | |
| Außenminister | Giuseppe Saragat Aldo Moro Amintore Fanfani Aldo Moro | Camera dei deputati     | Saragat: Amtszeit 22. Juli 1964 bis 28. Dezember 1964 Moro: kommissarische Amtsführung 29. Dezember 1964 bis 4. März 1965 Fanfani: Amtszeit 5. März bis 29. Dezember 1965 Moro: Amtszeit 30. Dezember 1965 bis 22. Februar 1966 |
| Finanzminister | Emilio Paolo Taviani                                  | Camera dei deputati     | |
| Justizminister | Oronzo Reale                                          | Camera dei deputati     | |
| Haushaltsminister | Giovanni Pieraccini                                   | Camera dei deputati     | |
| Finanzminister | Roberto Tremelloni                                    | Camera dei deputati     | |
| Schatzminister | Emilio Colombo                                        | Camera dei deputati     | |
| Verteidigungsminister                                                                                                | Giulio Andreotti                                      | Camera dei deputati     | |
| Minister für öffentlichen Unterricht                                                                                 | Luigi Gui                                             | Camera dei deputati     | |
| Minister für öffentliche Arbeiten                                                                                    | Giacomo Mancini                                       | Camera dei deputati     | |
| Minister für Landwirtschaft und Forsten                                                                              | Mario Ferrari Aggradi                                 | Camera dei deputati     | |
| Minister für Verkehr und Zivilluftfahrt                                                                              | Angelo Raffaele Jervolino                             | Senato della Repubblica | |
| Minister für Post und Telekommunikation                                                                              | Carlo Russo                                           | Camera dei deputati     | |
| Minister für Industrie und Handel                                                                                    | Giuseppe Medici Edgardo Lami Starnuti                 | Senato della Repubblica | Medici: Amtszeit 22. Juli 1964 bis 4. März 1965 Lami Starnuti: Amtszeit 5. März 1965 bis 22. Februar 1966 |
| Minister für Arbeit und Sozialversicherung                                                                           | Umberto Delle Fave                                    | Camera dei deputati     | |
| Außenhandelsminister                                                                                                 | Bernardo Mattarella                                   | Camera dei deputati     | |
| Minister für die Handelsmarine                                                                                       | Giovanni Spagnolli                                    | Senato della Repubblica | |
| Minister für staatliche Beteiligungen                                                                                | Giorgio Bo                                            | Senato della Repubblica | |
| Gesundheitsminister                                                                                                  | Luigi Mariotti                                        | Senato della Repubblica | |
| Minister für Tourismus und Veranstaltungen                                                                           | Achille Corona                                        | Camera dei deputati     | |